# Eva Michalski
Pour les articles homonymes, voir Michalski.
Eva Michalski est une joueuse allemande de volley-ball née le 15 décembre 1989 à Brême. Elle mesure 1,91 m et joue au poste de centrale. 

## Clubs
| Club                  | De        | À         |
| --------------------- | --------- | --------- |
| TSV Rudow 1888        | 2000-2001 | 2008-2009 |
| VT Aurubis Hamburg    | 2009-2010 | 2013-2014 |
| VB Franches-Montagnes | 2014-2015 | ...       |